# Spice Boys
Spice Boys — зневажливе прізвисько групи футболістів «Ліверпуля», які виступали за клуб в середині 1990-х, до складу якої включали Пола Інса, Роббі Фаулера, Стіва Макманамана, Стена Коллімора, Джеймі Реднаппа, Девіда Джеймса і Джейсона Макатіра.

## Історія
«Ліверпуль» середини 1990-х років переживав не найкращі часи у своїй історії. Після періоду 70-х-80-х років, коли клуб домінував в Англії і успішно виступав в Європі, настала криза, обумовлена «відлученням» англійських клубів від участі в розіграшах єврокубків після трагічних наслідків матчу на Ейзелі 1985 року, трагедією на Хіллсборо і наступних відходом з тренерського поста легендарного гравця команди Кенні Далгліша та появою на його місці іншої легенди клубу, Ґрема Сунесса, якому було призначено фактично розвалити команду і систему Бутруму, вибудувану ще Біллом Шенклі, яка служила клубу протягом тридцяти років. 1994 року Сунесса змінив Рой Еванс, який довгі роки пропрацював у системі клубу (він у різний час був простим вболівальником, гравцем і членом тренерського штабу команди), але йому дістався вже не той «Ліверпуль», який був грозою Європи всього за десять років до цього.
У результаті клуб втратив лідируючі позиції в домашній першості, яку він останнього разу вигравав 1990 року, ще до приходу Сунесса. На той час, коли Рой Еванс став тренером команди, Перший дивізіон вже став Прем'єр-лігою, а телекомпанія Sky Sports викупила права на трансляцію матчів турніру за великі для того часу гроші. Більша частина цих грошей дісталася клубам, які входили до складу Прем'єр-ліги, що викликало вибух на трансферному ринку, заодно у багато разів збільшивши і зарплати гравців.
Великі гроші з'явилися і у молодих, найчастіше тих гравців, які ще нічого не добилися. Одні на них купували дорогі автомобілі та житло для своєї сім'ї, інші витрачали їх на скакових коней, вечірки в модних нічних клубах або просто розкидалися грошима, багатьох з англійських і світових зірок стали звинувачувати в тому, що вони вживають наркотики (серед інших Дієго Марадона і Пол Гаскойн) або проводять час в сумнівних закладах в компанії особистостей з настільки ж сумнівною репутацією.
Отримані арплати Фаулер, Коллімор, Макманаман, Макатір і Реднапп витрачали на дорогі костюми та веселе проведення часу і не були помічені ні в чому поганому. Але на думку преси та вболівальників, це був не той стереотип поведінки, якого повинні були дотримуватися футболісти. Ситуацію ускладнювало те, що на тлі попередніх успіхів «Ліверпуля» нове покоління гравців команди, талант якого не ставився під сумнів, постало групою невдах, які ніяк не могли реалізувати свій потенціал.
Яскравим прикладом став фінальний матч кубка Англії проти «Манчестер Юнайтед» на «Вемблі» 1996 року, перед початком якого футболісти «Ліверпуля» з'явилися на полі, одягненими в дорогі костюми кремового кольору, і зробили коло навколо майданчика. Той матч «Ліверпуль» програв з рахунком 0:1 завдяки голу Еріка Кантона в самому кінці зустрічі, мерсісісайдський клуб упустив шанс виграти свій перший трофей з 1992 року (коли було виграно той же кубок Англії), наступний великий трофей клубу датується 2001 роком. У матчі на «Вемблі» 1996 року останнього разу на поле у футболці клубу вийшов легендарний форвард і рекордсмен «Ліверпуля» за кількістю забитих м'ячів Іан Раш.
Основна група гравців «Ліверпуля», які виступали в той час, отримала від преси зневажливе прізвисько Spice Boys за те, що за частотою своєї появи в розділах світської хроніки вони чи не перевершували британський поп-гурт «Spice Girls», який у той час був на піку своєї популярності.